# Homados
Homados (gr. Ὁμαδος hałas bitewny, zgiełk) – w mitologii greckiej bóstwo szumu bitewnego, zaliczane do Mache, bóstw-personifikacji walki i bitwy. Przedstawiał okrzyki wojowników i szczęk ich broni
Jest niemalże identyczny jak Kydoimos, personifikacja bitewnej wrzawy.